# Kinda (comune)
Kinda è un comune svedese di 9 804 abitanti, situato nella contea di Östergötland. Il suo capoluogo è la cittadina di Kisa.

## Località
Nel territorio comunale sono comprese le seguenti aree urbane (tätort):
- Horn
- Kisa
- Rimforsa